# Юсуф Зейнулаху
Юсуф Зейнулаху (алб. Jusuf Zejnullahu; нар. 1944, Свірца, Ябланичський округ, Сербія) — косовський економіст і політик.

## Біографія
У 1968 році він закінчив економічний факультет Університету Приштини, а у 1971 році отримав докторський ступінь на факультеті економіки Загребського університету.
Він працював у Департаменті транспорту і зв'язку Міністерства економіки Косова, був радником з економіки Скупщини Косова, директором Управління економічного розвитку в Приштині, віцепрезидентом Торгово-промислової палати Косова, директором металургійного заводу Feronikel, віцепрезидентом Торгово-промислової палати Югославії та ін.
14 квітня 1989 він був обраний членом Центрального комітету Союзу комуністів Югославії, і 4 грудня того ж року він став президентом Виконавчої ради Асамблеї Автономного краю Косово.
У дні Антибюрократичної революції, 3 квітня 1990 року, Зейнулаху і кілька інших членів Виконавчої ради подали у відставку на знак протесту проти політики Слободана Мілошевича у скасуванні автономії Косова. На сесії Асамблеї, що відбулася 23 травня, їх відставка була відхилена. Зейнулаху пізніше взяв участь у проголошенні Декларації відділення Косова 2 липня 1990, після чого Виконавча рада і Асамблея Косова розформовані. Він був заарештований 17 вересня 1990 за розпалювання відділення Косова.
У 1999 році він переїхав до Сполучених Штатів, де живе і сьогодні.